# Mercado de trabajo en Francia
El mercado de trabajo designa el proceso de encuentro entre oferta y demanda de empleos, estudiado por la economía.
En Francia, el mercado de trabajo presenta similitudes con los mercados de trabajo de otros países de la OCDE, y también diferencias, como tener un porcentaje bastante elevado de salarios regulados por el SMIC (o sea el salario mínimo), y el importante problema de dualidad en el mercado de trabajo entre un sector muy protegido frente a un segundo sector que concentra flexibilidad y precariedad en diversos grados.

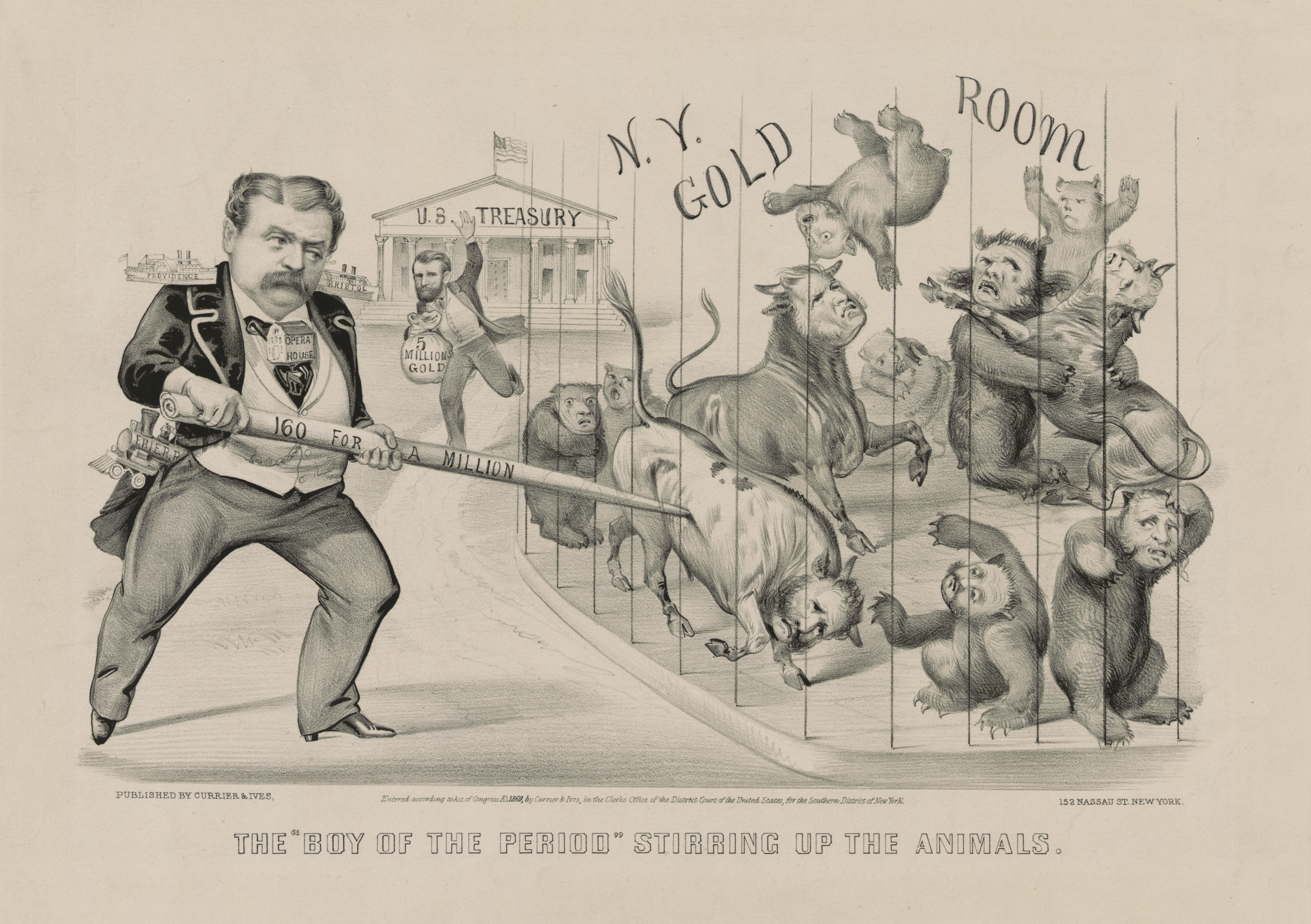
Caricatura del empresario-especulador Jay Gould (a la izquierda), intentando acaparar el mercado de oro (representado por toros y osos en una jaula).

Corresponde destacar que en este último sentido, Francia comparte esta fuerte segmentación laboral tanto con Italia como con España. También conviene señalar que los mercados de trabajo en los países anglosajones, se caracterizan sin duda por una flexibilidad en el trabajo bastante más importante, así como por una menor segmentación (variedad) de carreras profesionales y de modalidades de reclutamiento.
El mercado de trabajo es muy activo en Francia, pues según Pierre Cahuc, cada día alrededor de 10 000 empleos son destruidos y otros tantos son creados; y este fenómeno de destrucción creativa no es específico de Francia. En efecto y según este mismo autor, existe una ley empírica respecto de los empleos, que podría expresarse como se indica seguidamente : « A escala nacional, cada año desaparecen alrededor del 15 % de los empleos, y también cada año se crean alrededor de 15 % de nuevos empleos ». Sin embargo, la dualidad recién citada condujo recientemente a Claude Picart a dividir por dos el flujo de empleos estimado por Pierre Cahuc para el caso de Francia: la ley empírica del 15 % válida en Estados Unidos, en realidad tendría en Francia un porcentaje situado entre el 7 % y el 8 %. Partiendo de estos valores, varios economistas insistieron sobre el hecho que la persistencia de una tasa de paro elevada en Francia tiene por consecuencia la ocurrencia de disturbios estructurales y reglamentarios, que explicaría al menos en parte el más débil dinamismo del crecimiento económico francés a partir del año 1994 (la tasa de crecimiento en Francia fue entre 1994 y 2004, en promedio inferior en más de un punto al de Estados Unidos).
El tratamiento teórico del mercado de trabajo se hace a través de la economía laboral, rama a la vez de la macroeconomía y de la microeconomía.

## Algunos datos sobre el mercado de trabajo en Francia

### La fuerza de trabajo

Creación de empleos asalariados en Francia en la industria (rojo), la construcción (azul) y el sector terciario (amarillo).

La población activa (es decir, las personas que trabajan más las personas en busca de trabajo) constituye lo que se llama el factor trabajo. La población activa ocupada, o sea la que tiene un empleo, en Francia en el 2005 representaba 24,9 millones de personas, contra 22,3 millones en 1995, o sea, este indicador tuvo un aumento de alrededor de 12 % en 10 años (2,686 millones de individuos). El número de desocupados « según la Organización Internacional del Trabajo » era de 2,717 millones en el año 2005, contra 2,899 millones en 1995. La mayor parte de este crecimiento del empleo, tuvo lugar durante el último período donde hubo un fuerte crecimiento del PIB, o sea de 1997 a 2001 (con 1,9 millones de empleos suplementarios).

#### Repartición del factor trabajo

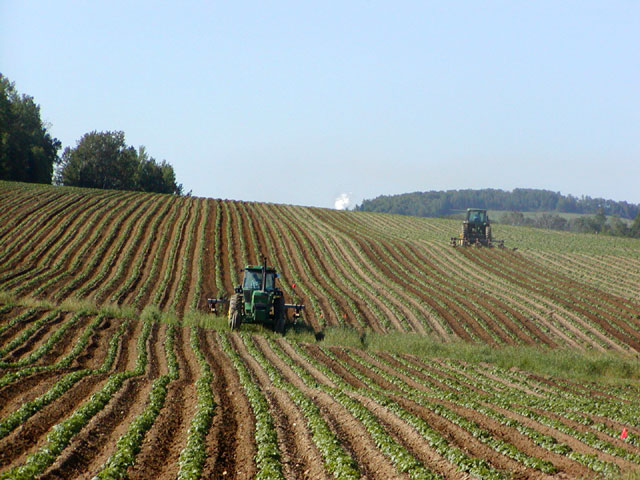
Tractores trabajando en un campo de patatas, en Fort Fairfield (Maine), EE.UU.

Entre 1954 y 2005, la proporción de agricultores respecto a la población activa pasó de 26,7 % a 2,6 %, y la de emprendedores individuales pasó de 12 % a 6,04 %. Por otra arte, en nuestros días, los no-asalariados representan menos del 10 % de la población activa. Los empleados integran la categoría socioprofesional más importante (29,02 %) seguido por los obreros (23,9 %), por los profesionales intermediarios (23,06 %), y por los altos ejecutivos y profesionales liberales (14,7 %).
En el año 2003, Francia tenía 5 032 000 funcionarios (alrededor del 20 % de la población activa ocupada), entre los que se contaban 2 543 000 funcionarios estatales, 1 523 000 funcionarios de colectividades territoriales, y 966 000 funcionarios en establecimientos hospitalarios.

#### El potencial de trabajo

Gráfico que muestra la duración anual promedio de los asalariados; Francia es el segundo país con este indicador más débil, entre los países de la OCDE (siguiendo a Alemania). El indicador promedio para los países de la OCDE (considerados en conjunto) es el indicado en color rojo.

En el año 2002, la duración anual del trabajo de los empleados en Francia, era uno de los valores más bajos al comparar con países de la OCDE, ya que comportaba 1545 horas trabajadas ; en Estados Unidos, este mismo indicador era de 1815 horas, y en el Reino Unido de 1707 horas (pero en este último caso, la proporción de empleos a tiempo parcial era mayor que en Francia). Por su parte, este mismo indicador era de 1444 horas en Alemania y de 1807 horas en España (promedio, por trabajador y por año).
Paralelamente, en Francia el empleo es particularmente bajo en dos tramos de edad : por un lado, los jóvenes de 15 a 24 años (en 2002, su tasa de empleo era de 23,3 %, a comparar con el 55 % en Estados Unidos, 61 % en Reino Unido, y 36,6 % en España) ; por otro lado, las personas de 55 a 64 años (en 2002, la tasa de empleo en Francia era de 34,2 %, contra 59,5 % en Estados Unidos, 53,3 % en Reino Unido, y 39,7 % en España). Si además se tiene en cuenta que Francia tenía en el año 2002 una tasa de paro estandarizada de 8,7 %, contra 5,8 % en Estados Unidos y 5,1 % en Reino Unido, se puede concluir que el país del hexágono utiliza poco el potencial de trabajo del que dispone.
¿Es que la productividad justifica, al menos en parte, esta más modesta utilización de la mano de obra? Si se toma en cuenta la productividad por hora trabajada, puede afirmarse que Francia es casi campeona del mundo, como lo ha afirmado irónicamente el periódico Les Échos. Para Gilbert Cette, la situación es bastante más compleja, ya que según su opinión, la buena productividad horaria francesa tendría su origen en el bajo número de horas trabajadas, y de la exclusión de los menos productivos del mercado de trabajo, en particular los más jóvenes y los de edad más avanzada. Si se tienen en cuenta estos últimos factores, resultaría que el indicador de la productividad horaria francesa sería menor que la correspondiente de Estados Unidos. De manera general y para el citado autor, la relativamente baja utilización de la mano de obra y una productividad horaria estructuralmente más débil, explicaría que el PIB por habitante de Francia sea 25 % inferior al correspondiente indicador de Estados Unidos.

### El número de empleos
El mercado de los empleos naturalmente está muy ligado a la creación y destrucción de este tipo de puestos de trabajo. En Francia y para el año 2014, el INSEE anunció la destrucción de 74 000 empleos.

### La remuneración del trabajo
La remuneración del trabajo será estudiada seguidamente según dos grandes ejes : la parte (o proporción) de la masa salarial en el valor agregado, y la repartición de la masa salarial entre los asalariados.

#### La parte de la remuneración en el valor agregado
La remuneración del trabajo analizada a nivel global, resulta de la repartición del valor agregado, o sea, del reparto de la riqueza producida por las empresas. Además de las propias empresas, cada una de las cuales debe guardar una parte de la riqueza generada para invertir y así poder desarrollarse, cuatro grupos de agentes económicos se reparten esta riqueza, y que por orden de importancia son : los asalariados, las administraciones públicas, los acreedores, y los accionistas.
En los años 1970, la parte del valor agregado atribuido a los asalariados aumentó a valores históricamente altos, particularmente bajo el efecto de la crisis que deterioró los márgenes de ganancia de las empresas, bajo el empuje de la aplicación de políticas keynesianas de reactivación favorables a las mejoras salariales. Los efectos relativamente magros de este tipo de políticas, condujeron en los años 1980 a adoptar políticas favorables a la "competitividad", llevando entonces la parte del valor agregado atribuido a los asalariados a niveles más habituales y equilibrados. Esta parte o porción, que a principio de los años 1970 era algo inferior al 70 %, sobrepasó este valor entre 1975 y 1985, aunque después de este período, comenzó a oscilar entre el 66 % y el 69 % del valor agregado. Según los expertos del CERC, la estabilidad de la parte de los salarios en el valor agregado, entre los años 1993 y 2005, y a pesar de la introducción de las treinta y cinco horas semanales, se explicaría por el aumento de la productividad horaria, por la disminución de las cotizaciones patronales, y por un enlentecimiento de la progresión de los salarios netos.
Estos cambios singulares a corto y mediano plazo en relación a la evolución de los salarios, se inscriben con cierta regularidad en las variaciones de este valor en el largo plazo. Corresponde consignar que análisis empíricos llevados a cabo por economistas tales como el propio John Maynard Keynes, y más recientemente por Thomas Piketty, muestran que las remuneraciones salariales parecerían seguir una ley de repartición 2/3 – 1/3 desde hace al menos un siglo, o sea, a un período de mejora sustancial de los salarios con aumento del poder adquisitivo de los trabajadores, parecería siempre seguir un período de retroceso con disminución del nivel de vida de los asalariados.
En relación a las remuneraciones de trabajo, pueden distinguirse así tres grandes categorías : el salario neto, las "cotizaciones salariales" (que agregadas al salario neto, forman el salario bruto), y las "cotizaciones patronales". La situación es compleja pues los organismos de previsión social, que son los que manejan las cotizaciones (seguridad social, Unédic) brindan diversos servicios (seguro de desempleo, jubilación, etc.) a los trabajadores, ya que desde un punto de vista más general, esas prestaciones constituyen una forma de remuneración indirecta (noción de "salario diferido"), lo que varía en el tiempo en importancia, y según circunstancias.
| Parte en la masa salarial de las sociedades // Años | 1970   | 1980   | 1990   | 1995   | 2000   | 2005   |
| --------------------------------------------------- | ------ | ------ | ------ | ------ | ------ | ------ |
| Parte de los salarios netos                         | 71,1 % | 65,1 % | 60,4 % | 58,2 % | 59 %   | 59,1 % |
| Parte de las cotizaciones salariales                | 5,1 %  | 9,1 %  | 12,4 % | 14,6 % | 15,4 % | 16,1 % |
| Parte de las cotizaciones patronales                | 23,3 % | 25,9 % | 27,2 % | 27,2 % | 25,6 % | 24,8 % |

Fuente : Insee: Cuentas nacionales e informe del CERC del año 2006.

#### Ingresos por trabajo bastante desiguales
Los montos de los salarios están marcados por tres grandes tendencias : (1) por una parte, un número cada vez más grande de salarios se ubican en monto próximo al SMIC ; obsérvese que el 15,1 % de los asalariados eran pagados muy próximos al SMIC el 1 de julio de 2006 (con exclusión de los interinos y del sector agrícola);  (2) pero por otra parte, la diferencia de ingresos entre los ejecutivos (en Estados Unidos llamados CEO o Chief Executive Officer) y otros empleados, cada vez es mayor ; (3) y por último, en Francia también hay otro grupo que podríamos denominar trabajadores pobres, aunque estos bajos ingresos no estarían ligados a una baja remuneración horaria sino a una baja dedicación horaria semanal (o sea, son quienes desempeñan trabajo a tiempo parcial). Selon l’Insee, « les inégalités de salaire journalier diminuent partout ou restent à peu près stables ».

### Una fuerte segmentación del tipoDoeringer y Piore
Luego de los trabajos de Doeringer y Piore del año 1971, los economistas comenzaron a distinguir entre un sector protegido donde los salarios son más elevados y los empleos más estables, de un segundo sector donde los salarios son más reducidos y las rotaciones de empleo frecuentes. Y una de las características principales del sector protegido es la constitución en su seno de un mercado de trabajo interno que le es propio (consultar Teoría de los insiders-outsiders).
En Francia, pueden ser considerados como formando parte del sector protegido por ejemplo los llamados funcionarios, o sea quienes se desempeñan en la función pública estatal (FPE, que integra la administración central, los ministerios, las prefecturas, los establewcimientos públicos de enseñanza, …), o en la función pública territorial (colectividades territoriales o FPT, que aglutina todo lo relativo a los departamentos y las comunas), o en la función pública hospitalaria (FPH, o sea, las áreas públicas sociales o médico-sociales). En Francia, estos sectores ofrecen una gran estabilidad en el empleo a los titulares de los cargos, a la vez que favorecen la promoción interna (ascensos entre categorías dentro de una determinada carrera funcional), y a la vez que disponen de sistemas propios de capacitación (entre ellos, la ENA, les escuelas de salud, la École nationale de la magistrature, la Écoles normales supérieures, la École Polytechnique, etc.). 

### Evolución de las formas de empleo asalariado
En el año 2005, 19,2 millones de personas trabajaban con un contrato de duración indeterminada (CDI), y por su parte 1,7 millones lo hacían con un contrato de duración determinada (CDD), y 600 000 lo hacían como interinos o pasantes. La parte de los empleos con duración limitada (interinos, contratos con duración determinada, contratos de pasantías, y aprendices) pasó de 3,9 % del conjunto en 1985 a 10,6 % en 2005.

Francia se sitúa cerca de la media de los países de la OCDE (color rosa en el gráfico) en cuanto al número de asalariados a tiempo parcial.

| Parte de tiempo parcial en el empleo, en % | Alemania | Estados Unidos | Francia | Reino Unido |
| ------------------------------------------ | -------- | -------------- | ------- | ----------- |
| Año 2005                                   | 21,8 %   | 12,8 %         | 13,6 %  | 23,6 %      |

### Evolución comparada de la tasa de desempleo en Francia y en otros países

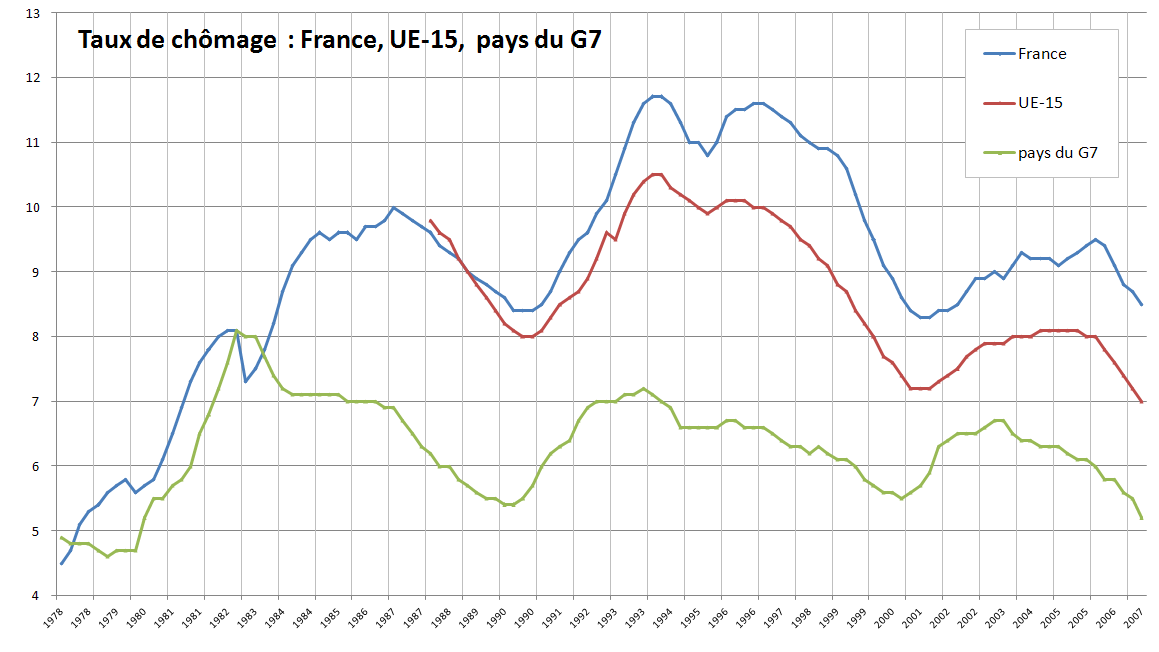
Tasa de desempleo en Francia, en el contexto del grupo UE-15 y del grupo G7, datos trimestrales c.v.s. (corrigées des variations saisonnières, o sea, quitado los efectos de las variaciones estacionales), período 1967–2006, fuente: OCDE.

Le taux de chômage traduit un déséquilibre sur le marché de travail : toute la main d'œuvre disponible ne trouve pas à s'employer ou refuse les emplois existants. Le graphique joint montre qu'à partir de 1984, le taux de chômage en France s'éloigne de celui du taux moyen de chômage de l'OCDE qui tend à décroître.
| Taux de chômage harmonisé | 1983   | 1985   | 1990  | 1995   | 1997   | 2000  | 2003  | 2006  |
| ------------------------- | ------ | ------ | ----- | ------ | ------ | ----- | ----- | ----- |
| Danemark                  | 8,4 %  | 6,7 %  | 7,2 % | 6,7 %  | 5,2 %  | 4,3 % | 5,4 % | 3,9 % |
| Allemagne                 | 8,1 %  | 8,0 %  | 7,8 % | 8,0 %  | 9,3 %  | 7,5 % | 9,3 % | 9,8 % |
| France                    | 7,7 %  | 9,6 %  | 8,5 % | 11,1 % | 11,5 % | 9,1 % | 9,5 % | 9,5 % |
| Royaume-Uni               | 10,8 % | 11,2 % | 6,9 % | 8,5 %  | 6,8 %  | 5,3 % | 4,9 % | 5,3 % |
| États-Unis                | 9,6 %  | 7,2 %  | 5,5 % | 5,6 %  | 4,9 %  | 4,0 % | 6,0 % | 4,6 % |

La France, en 1983, avait un taux de chômage inférieur à celui du Danemark, du Royaume-Uni et des États-Unis. Par contre à partir de la fin des années 1980, la situation s'inverse. Si les États-Unis arrivent rapidement à un taux de chômage inférieur à 6 %, le Danemark et le Royaume-Uni devront attendre la seconde moitié des années 1980 pour passer sous ce seuil. La France, de son côté, a systématiquement, depuis la fin des années 1980, un taux de chômage supérieur à ces pays.

## Análisis de los desequilibrios en el mercado de trabajo
Le marché du travail en France souffre d’un déséquilibre persistant qui se traduit par un chômage important, très largement au-dessus du chômage frictionnel (ou chômage de mobilité), c’est-à-dire de celui lié au fait qu’il y a toujours un nombre important de personnes qui sont entre deux emplois. Les économistes se sont récemment interrogés sur les raisons pour lesquelles la France était l’un des pays où le taux de chômage ne semble pas pouvoir descendre au-dessous de 8,5 %. Cela les a amenés à affiner leurs études et à mieux prendre en compte les pratiques des pays où le taux de chômage est plus faible.

### Las barreras a la contratación

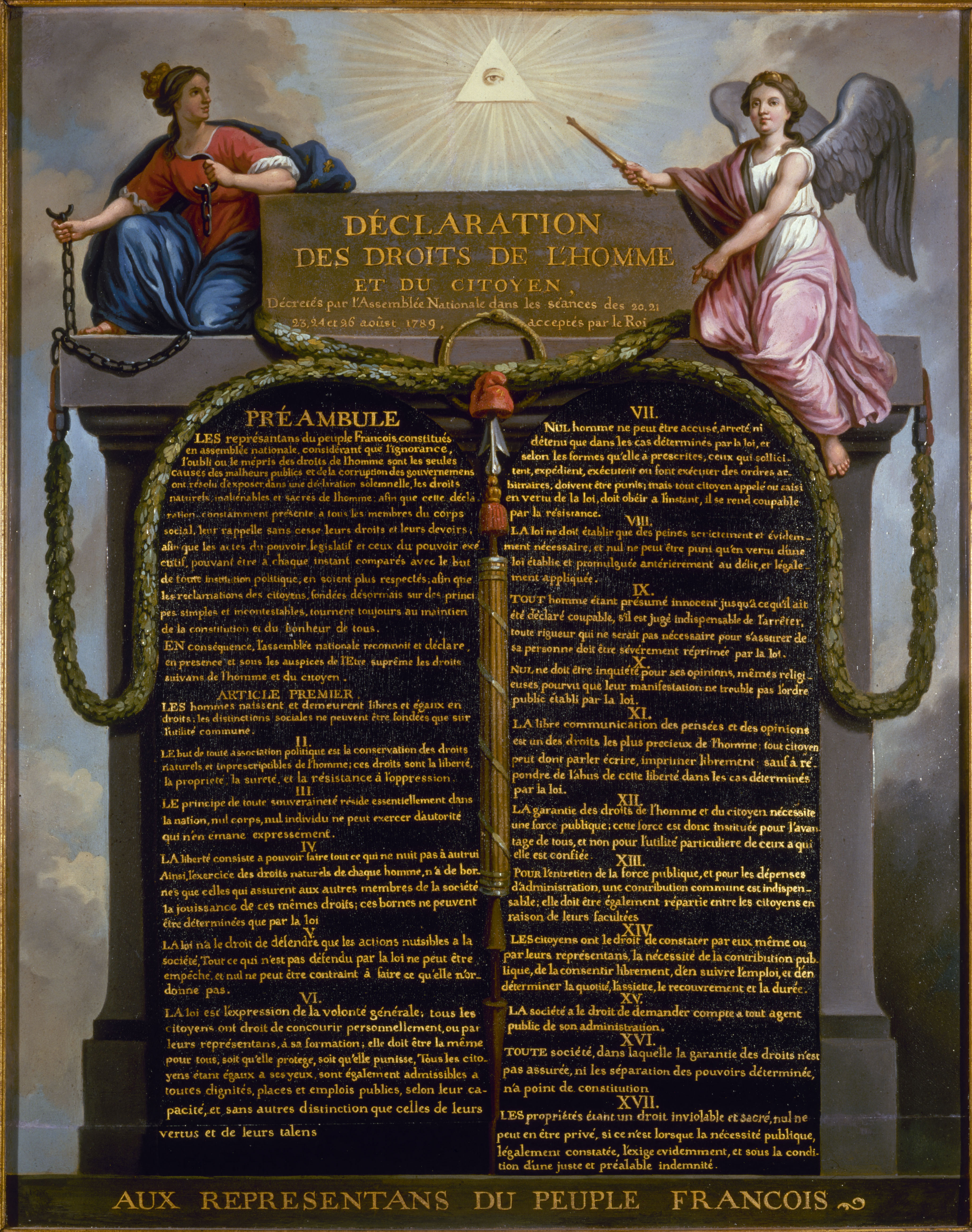
Declaración de los Derechos del Hombre y del Ciudadano de 1789.
Artículo primero - Los hombres nacen y se mantienen libres e iguales en sus derechos. Las distinciones sociales solamente pueden estar fundadas sobre la utilidad común.

Una barrera para entrar en un mercado de trabajo, es un obstáculo o restricción de algún tipo, sea por ejemplo de naturaleza jurídica (por ejemplo un numerus clausus, o una autorización administrativa para ejercer, o una licencia o diploma, o cierto número de años de estudio exigido, o un monopolio de Estado establecido …), sea de naturaleza económica (necesidad u obligación de producir una cantidad mínima para obtener economías de escala), sea de naturaleza tecnológica (cuando conviene poseer una tecnología de difícil desarrollo, o cuando conviene establecer un estándar). Si las barreras para entrar en un mercado de trabajo son flojas, habrá en el mercado mayor concurrencia, lo que posiblemente favorecerá la baja de precios, y también la innovación y la productividad (estudios recientes han mostrado que esto tiene efectos positivos a la vez sobre el empleo y sobre la chance de sobrevida de las empresas).
En Francia se presentan algunas problemáticas en relación a barreras al ingreso al mercado de trabajo, en parte lejana herencia de privilegios y corporaciones del llamado Antiguo Régimen. En 1959, Jacques Rueff, bastante molesto con el plan de estabilización Pinay-Rueff que no trató el problema de las « corporaciones interiores », recibió la misión de redactar, junto al ingeniero Louis Armand, un « informe sobre los obstáculos a la expansión económica ». 

### Promoción y ayudas para incentivar el retorno al empleo
En Francia, uno de los problemas ligados al empleo y al desempleo, es el bajo diferencial que a veces existe entre el monto de las ayudas sociales que se cobran cuando la persona se encuentra sin actividad, y los salarios con las remuneraciones más bajas. Una encuesta del Insee muestra que, entre las personas que han retomado la actividad luego de un período de desocupación, el 11 % manifiesta haber perdido financieramente al ocupar el empleo, mientras que el 21 % responde que su situación es casi la misma.
La prima por el empleo (PPE) creada en mayo de 2001 trataba de evitar esta trampa económica. 

## Trabajo y crecimiento
El crecimiento potencial, o sea, el crecimiento que una economía es capaz de sostener en el tiempo sin tensiones correctivas, está determinado por los factores capital y trabajo. Estudios llevados a cabo en Estados Unidos hacia fines de los años 1950 y principios de los años 1960 por Robert Solow (consultar modelo de Solow) así como por Jean-Jacques Carré, Paul Dubois, y Edmond Malinvaud, mostraron que de 1951 a 1969, los factores trabajo y capital productivo explicaría solamente 2,6 % del porcentaje del 5 % de crecimiento. La diferencia tendría su origen y explicación en un tercer componente, a veces llamado factor residual o productividad global de factores, constituido por el progreso técnico, la mejora en la gestión tanto de las empresas como de las economías, y la mejora del capital humano.
Estos estudios han conducido a los economistas a interesarse muy particularmente por el progreso técnico, y en general por este tercer factor. Es en este marco que se desarrolló después del fin de los años 1970, la llamada teoría del crecimiento endógeno. Con este enfoque, el progreso técnico no es más considerado como un dato o componente exógeno, sino por el contrario como algo endógeno, es decir, algo a la vez dependiente de la educación de las personas (Robert Lucas) y de inteligentes inversiones en materia de investigación y desarrollo (Robert Barro) y de infraestructuras.

## Trabajo y progreso técnico
Para los economistas y en líneas generales, el progreso técnico a corto plazo destruye empleos en el sector, puesto que frente a una mejora técnica, con frecuencia se requiere menos mano de obra para producir una misma cantidad de bienes o de servicios. Por el contrario, a largo plazo y en general, el progreso técnico es creador de empleos. En efecto, las ganancias introducidas por el aumento de la productividad son compartidas (fordismo) entre las empresas, los empresarios, y los asalariados ; estos últimos en particular, en mayor o menor medida, en consecuencia reciben aumentos salariales lo que aumenta sus respectivos poderes de compra, y los consumidores en general tienen el beneficio de menores precios de productos y de servicios, también como consecuencia del aumento de la productividad, lo que redunda en un aumento de la producción y en general también del empleo (al aumentar el consumo, aumenta la producción, y esto requiere más mano de obra) ; en relación a este asunto, consultar por ejemplo la enorme baja de precios estos últimos años, tanto en cuanto al coste de la conectividad a Internet como en cuanto a los precios de los ordenadores portables. En resumen y en líneas generales, los mecanismos que acaban de señalarse conducen a un aumento de la demanda, lo que requiere nuevas unidades de producción, y lo que a su vez induce un aumento en los puestos de trabajo.
Por otra parte, el progreso técnico conduce a la aparición de nuevos sectores, como en el curso de los años 2000 lo muestra el sector de las tecnologías de la información y la comunicación (TIC). Los nuevos productos que se ofrecen en el mercado, así como el dominio de las nuevas tecnologías, son ambos importantes para mantener alto el nivel salarial, en particular jugando un rol positivo sobre la compétitividad de los productos franceses (y en general sobre los productos de los países desarrollados). Recordemos en este punto, que entre el año 2000 y el año 2005, el comercio exterior en Francia generó en promedio, 0,5 puntos de crecimiento anual, mientras que en Alemania generó en promedio anual alrededor de 1,0 puntos de crecimiento.
Una consecuencia del progreso técnico, es que parte de la mano de obra debe pasar de un sector a otro de la economía, fenómeno que Alfred Sauvy ha llamado (en francés) la théorie du déversement (o teoría del vertimiento o teoría del desborde). Estas mutaciones y el aceleramiento de las mismas, implican que los asalariados tienen necesidad de recibir capacitación complementaria a lo largo de toda la vida, y que por su parte los jóvenes deban recibir una formación renovada, mucho más basada en destrezas y en conceptos de base, que en contenidos o en técnicas específicas. Esto es lo que en los últimos años intentan hacer tanto el propio sistema escolar de enseñanza, como los sistemas de formación continua y los propios sistemas de apoyo a los desocupados.

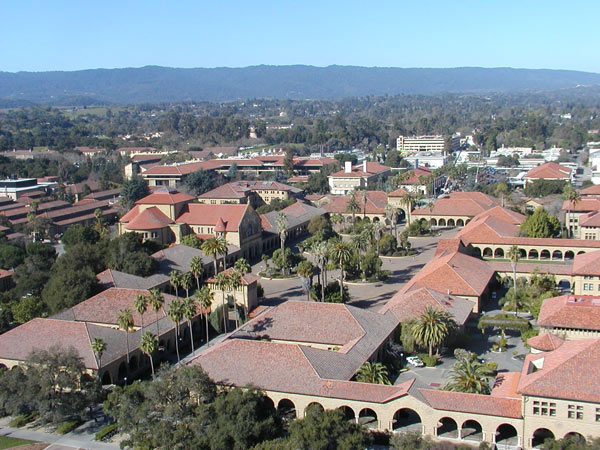
Universidad de Stanford : vista general del campus.

En Francia y en general en Europa (a excepción de Suecia y Dinamanca), la investigación en este aspecto ha sido un poco descuidada, y los vínculos investigación-empresa que permiten aprovechar el progreso técnico a pleno, es usualmente considerado como una opción que no siempre da buenos resultados. El Centre national de la recherche scientifique (CNRS) es visto como una institución demasiado rígida en sus procedimientos. De una manera general, el esfuerzo de investigación y desarrollo en Francia es superior al de la Unión Europea en su conjunto (2,2 % del PIB en 2004 contra 1,9 %), pero lejos de países tales como Suecia (3,7 % du PIB) o Finlandia (3,5 % du PIB), dos países que precisamente presentaron un fuerte crecimiento entre 1993 y 2005. Para mejorar las cosas, en el año 2000 la Unión Europea definió la llamada Estrategia de Lisboa, que se orienta a hacer de Europa « la mejor economía del conocimiento de todo el planeta y la más dinámica del mundo entero » (aunque por el momento, el balance al menos para Francia podría decirse que es decepcionante).
En Francia, la reflexión sobre este asunto comenzó con cierto retardo respecto de lo observado en otros países, desembocando en una visión demasiado dirigista, sobre el desarrollo de polos de competitividad que intentan integrar mejor a las universidades en el tejido económico, de manera a que las mismas puedan desempeñar un rol de influencia similar al de la Universidad de Stanford sobre el llamado Silicon Valley. Por el momento, estos polos de competitividad en Francia parecen estar penalizados por la tradición estatal francesa, a raíz de la cual la alta función pública se percibe a sí misma mucho más como guía del desarrollo social que como soporte técnico en áreas específicas, lo que ciertamente crea desinteligencias y tensiones entre los representantes estatales y los otros actores.

## La calidad de vida en el trabajo
Esta temática en especial es abordada en las grandes empresas, a través del llamado Comité d'hygiène, de sécurité et des conditions de travail (CHSCT). La preciación de la calidad de vida en el trabajo sin duda es parcialmente subjetiva, variando en uno u otro sentido según el colectivo de que se trate, según la especialidad, profesión, u oficio de los trabajadores, según el contexto socio-político imperante en la empresa así como de la propia organización interna del trabajo, etc.
La calidad de vida en el trabajo ha evolucionado con el correr del tiempo. El sentimiento de satisfacción personal en el trabajo depende de numerosos factores, entre ellos el sentido que se da al desarrollo de las tareas desempeñadas (más o menos percibido y compartido por los distintos trabajadores), así como la carga horaria que debe soportarse, el ritmo de trabajo, las mayores o menores dificultades encontradas en el desempeño de las funciones (riesgos sanitarios asociados, aburrimiento, esfuerzo requerido), la carga mental, los riesgos profesionales y los riesgos psicosociales, el « reconocimiento » por la tarea desempeñada y por la propia profesión por parte de la colectividad y de terceras personas, remuneración recibida justa y acorde, la ausencia de órdenes contradictorias, cierta autonomía decisional en el desempeño laboral y posibilidades de introducir creatividad (posibilidades de explorar, de proponer, de aprender, de desarrollar cosas nuevas), condiciones de más largo plazo como por ejemplo estabilidad en el trabajo y viabilidad de la propia empresa, etc.
Otras cosas que permiten conocer si la calidad de vida en el trabajo es buena o baja son los indicadores de salud en el trabajo, las estadísticas de accidentes de trabajo, la tasa de suicidios por ocupación o especialidad, y por cierto, también las encuestas planificadas por sociólogos, sociopsicólogos, o psicólogos laborales, hechas entre los trabajadores de una determinada empresa o de un sector laboral.
En Francia y a principios del siglo XXI, las estadísticas disponibles indicaban : 1/5 de asalariados disponía a la vez de tiempo, de informaciones claras, de posibilidades de cooperar, de colegas a quien consultar, y de un material y una formación acorde a las circunstancias, y el 13 % de los asalariados decía trabajar « de una manera contraria a su conciencia profesional».